# Alix (Rhône)
Alix település Franciaországban, Rhône megyében. Lakosainak száma 772 fő (2022. január 1.). Alix Theizé, Charnay, Frontenas, Lachassagne és Marcy községekkel határos.

## Népesség
A település népességének változása:
| Lakosok száma | 746  | 753  | 781  | 763  | 768  | 768  | 766  | 766  | 772  |
|               | 2013 | 2015 | 2016 | 2017 | 2018 | 2019 | 2020 | 2021 | 2022 |